# Port lotniczy Tulcza
Port lotniczy Tulcza (IATA: TCE, ICAO: LRTC) – port lotniczy położony 16 km na południe od Tulczy, w okręgu Tulcza, w Rumunii.